# 恋のからさわぎ
『恋のからさわぎ』（こいのからさわぎ、10 Things I Hate About You）は、1999年のアメリカ合衆国のロマンティック・コメディ映画。監督はジル・ジュンガー、出演はヒース・レジャーとジュリア・スタイルズなど。シェイクスピアの『じゃじゃ馬ならし』をベースに、舞台を現代（公開当時）に翻案している。
アメリカ合衆国では『マトリックス』と同時期の公開だったが、『マトリックス』に次ぐ初登場2位を記録し、最終的には北米で3800万ドルを超えるヒットとなった。
日本では劇場未公開作品であるが、2010年2月17日に『ヒース・レジャーの恋のからさわぎ』のタイトルでDVDが発売された。
2012年にはジュンガー監督・脚本による続編『10 Things I Hate About Life』が製作された。

## ストーリー
転校生のキャメロンは、一目惚れした学園のアイドル・ビアンカをデートに誘おうとするが、彼女の厳格な父親からビアンカの姉・カトリーナを先に誰かとデートさせるという条件をつけられていることから、ビアンカと惹かれ合っているジョーイを使って学校のはみ出し者パトリックを雇い、カトリーナをデートに誘わせようとする。しかし、カトリーナは自他ともに認める偏屈な男嫌いで教師ですら持て余すほどの強者。そんなカトリーナが相手ではパトリックの強引なアプローチもなかなか上手く行かない。それでも、共に過ごすうちにパトリックは周りに流されないカトリーナに本気で惹かれて行き、そんなパトリックにカトリーナも惹かれて行く。一方、ジョーイに惹かれていたビアンカは、ジョーイがただの軽薄な男でしかないことに気付くと、誠実なキャメロンの想いを受け入れる。
ビアンカはキャメロンと、カトリーナはパトリックとプロムに参加する。ところが、ビアンカに振られたジョーイが、カトリーナの前でパトリックを金で雇ってカトリーナを誘惑させていたことを暴露してしまう。この事態にパトリックはカトリーナを本気で愛していると訴えるが、カトリーナはパトリックのもとを去る。しかし、パトリックを忘れられないカトリーナは素直な気持ちを詩で表現し、パトリックへの愛を告白する。こうして2人は改めて恋人同士となる。
原題「10 Things I Hate About You」は、この詩でカトリーナが挙げたパトリックの嫌いな点を意味するが、「But mostly I hate the way I don't hate you.（でも一番嫌なのは、あなたを嫌いになれないこと）」と続いている。

## キャスト
カトリーナ・“キャット”・スタッフォード
演 - ジュリア・スタイルズ、日本語吹替 - 小島幸子
男嫌いの女子高生。成績は優秀だが、偏屈なために学校で浮いた存在になっており、教師も手を焼いている。実は両親が離婚した頃に軽薄なジョーイと付き合っていた経験があり、それが男嫌いの原因となった。
パトリック・ヴェローナ
演 - ヒース・レジャー、日本語吹替 - 森川智之
はみ出し者。野性的で見るからに不良であることから、刑務所に入っていたなど悪い噂が絶えないが、噂は嘘でマイケルが勝手に広めたものである。
ビアンカ・スタッフォード
演 - ラリサ・オレイニク、日本語吹替 - 石塚理恵
カトリーナの妹。姉と違って人気者。モテ男のジョーイに惹かれている。
キャメロン・ジェームズ
演 - ジョセフ・ゴードン＝レヴィット、日本語吹替 - 保志総一朗
転校生。ビアンカに一目惚れする。彼女がフランス語の家庭教師を探していると知ると、必死にフランス語を勉強する。
マイケル・エックマン
演 - デヴィッド・クラムホルツ、日本語吹替 - 岩田光央
転校生のキャメロンが初めて友人となったオタク系の少年。ジョーイを使ってパトリックを雇うことを思いつく。
ジョーイ・ダナー
演 - アンドリュー・キーガン、日本語吹替 - 置鮎龍太郎
モテ男でモデル。見た目がいいだけの軽薄なナルシスト。
マンデラ
演 - スーザン・メイ・プラット
カトリーナの友人。シェイクスピアを敬愛しており、それをきっかけにマイケルと交際するようになる。
チャスティティ・チャーチ
演 - ガブリエル・ユニオン
ビアンカの友人。アフリカ系。実はビアンカを裏切っている。
ウォルター・スタッフォード
演 - ラリー・ミラー、日本語吹替 - 菅生隆之
カトリーナとビアンカの父親。数年前に離婚。産科医としての経験から娘たちに男子との交際を厳しく禁じている。
モーガン先生
演 - ダリル・ミッチェル、日本語吹替 - 真地勇志
国語教師。アフリカ系。生徒たちになめられないようにと必死になり過ぎている。
パーキー先生
演 - アリソン・ジャネイ、日本語吹替 - 一城みゆ希
生徒指導の教官。いい加減で仕事中にポルノ小説を執筆。

## トリビア
- この映画のヒロインであるビアンカが着ている衣装に、「阪急電車 急行は速い」と書かれていることが『トリビアの泉』で紹介された。しかし、後年には「阪急電車 大阪行は速い」が本来であったことが判明している。

## 作品の評価
Rotten Tomatoesによれば、批評家の一致した見解は「ジュリア・スタイルズとヒース・レジャーが、予想外に気の利いた脚本に力強い演技を加え、『恋のからさわぎ』を典型的なティーン向けの作品よりも（少しだけ）高めている。」であり、78件の評論のうち高評価は69%にあたる54件で、平均して10点満点中6.20点を得ている。
Metacriticによれば、26件の評論のうち、高評価は18件、賛否混在は7件、低評価は1件で、平均して100点満点中70点を得ている。

## テレビシリーズ
メガン・ジェット・マーティン主演のテレビシリーズが2009年7月からABC Familyで放送された。全20話。日本ではディズニー・チャンネルで2010年10月3日より放送開始。